# Edavilangu
Edavilangu es una ciudad censal situada en el distrito de Thrissur en el estado de Kerala (India). Su población es de 20363 habitantes (2011). Se encuentra a 35 km de Thrissur y a 40 km de Cochín.

## Demografía
Según el censo de 2011 la población de Edavilangu era de 20363 habitantes, de los cuales 9510 eran hombres y 10853 eran mujeres. Edavilangu tiene una tasa media de alfabetización del 94,27%, inferior a la media estatal del 94%: la alfabetización masculina es del 96,51%, y la alfabetización femenina del 92,34%.